# THIS LIFE (doaのアルバム)
『THIS LIFE』（ズィス・ライフ）は、doaのメジャー6枚目のアルバム。

## 解説
- シングル「旅立ちの歌」と、そのカップリング曲「FREE WAY」、当初は3枚目のアルバムに収録予定だった「どしゃぶり PaperDriver」、アルバムタイトル曲「THIS LIFE」など計13曲を収録したアルバム。
- 「THIS LIFE」はテレビ東京系『釣りロマンを求めて』エンディング・テーマ。「Imagine」は同じく、テレビ東京系『ゴルフの真髄』エンディング・テーマ。

## 収録曲
全作曲・編曲：Akihito Tokunaga
1. THIS LIFE
作詞:Shinichiro Ohta
2. 旅立ちの歌
作詞:Shinichiro Ohta
3. ノーコントロール
作詞:Shinichiro Ohta
4. Imagine
作詞:Akihito Tokunaga
5. いっぱい
作詞:Daiki Yoshimoto
6. I Sing
作詞:Shinichiro Ohta
7. どしゃぶり PaperDriver
作詞:Shinichiro Ohta
8. Always in my heart
作詞:Shinichiro Ohta
9. 大人ラプソディー
作詞:Akihito Tokunaga
10. WANDER THE WORLD
作詞:Shinichiro Ohta
11. Bye-Bye デフレーション
作詞:Akihito Tokunaga
12. かすうどん
作詞:Daiki Yoshimoto
13. FREE WAY
作詞:Shinichiro Ohta

## 参加ミュージシャン
- 吉本大樹 - ボーカル (#1.3-8.11.12.13)
- 大田紳一郎 - ボーカル (#1.6.8.10)、ギター
- 徳永暁人 - ボーカル (#1.2.7.8.9.11)、ベース、ギター、ピアノ、オルガン、パーカッション、マンドリン、プログラミング
  - 車谷啓介 - コンガ (#9.10)
  - 長田“TACO”和承：ラップスティールギター (#4.5.8)